# Clarence Bekker
 (août 2018).
Si vous disposez d'ouvrages ou d'articles de référence ou si vous connaissez des sites web de qualité traitant du thème abordé ici, merci de compléter l'article en donnant les références utiles à sa vérifiabilité et en les liant à la section « Notes et références ».

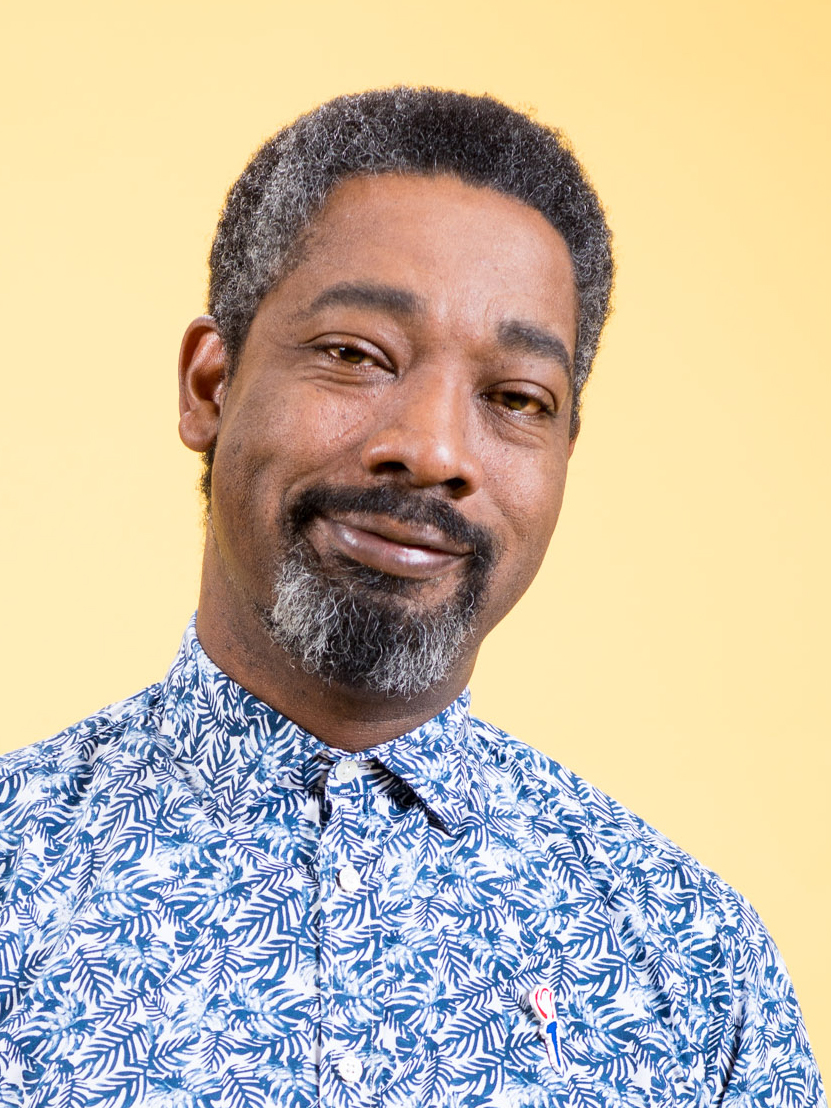
Clarence Bekker

CB Milton, alias Clarence Bekker (né Clarence Becker Milton, le 11 avril 1968, au Suriname), est un chanteur néerlandais, qui s'est fait connaître au début des années 1990. Il est surtout connu pour les singles It's a Loving Thing, Send Me an Angel et Open Your Heart. Il a également enregistré trois albums. 
Présent sur le disque et DVD créés par Playing for Change et publié en Avril 2009, il a participé avec d'autres artistes à la reprise de la chanson Stand by Me de Ben E. King. 
Il faisait également partie de Playing for Change, réunis pour promouvoir le disque.